# صاصل فارسي
صاصل فارسي (الاسم العلمي: Ornithogalum persicum) هو نوع نباتي يتبع جنس الصاصل من فصيلة الهليونية.